# Premio Vasco Universal

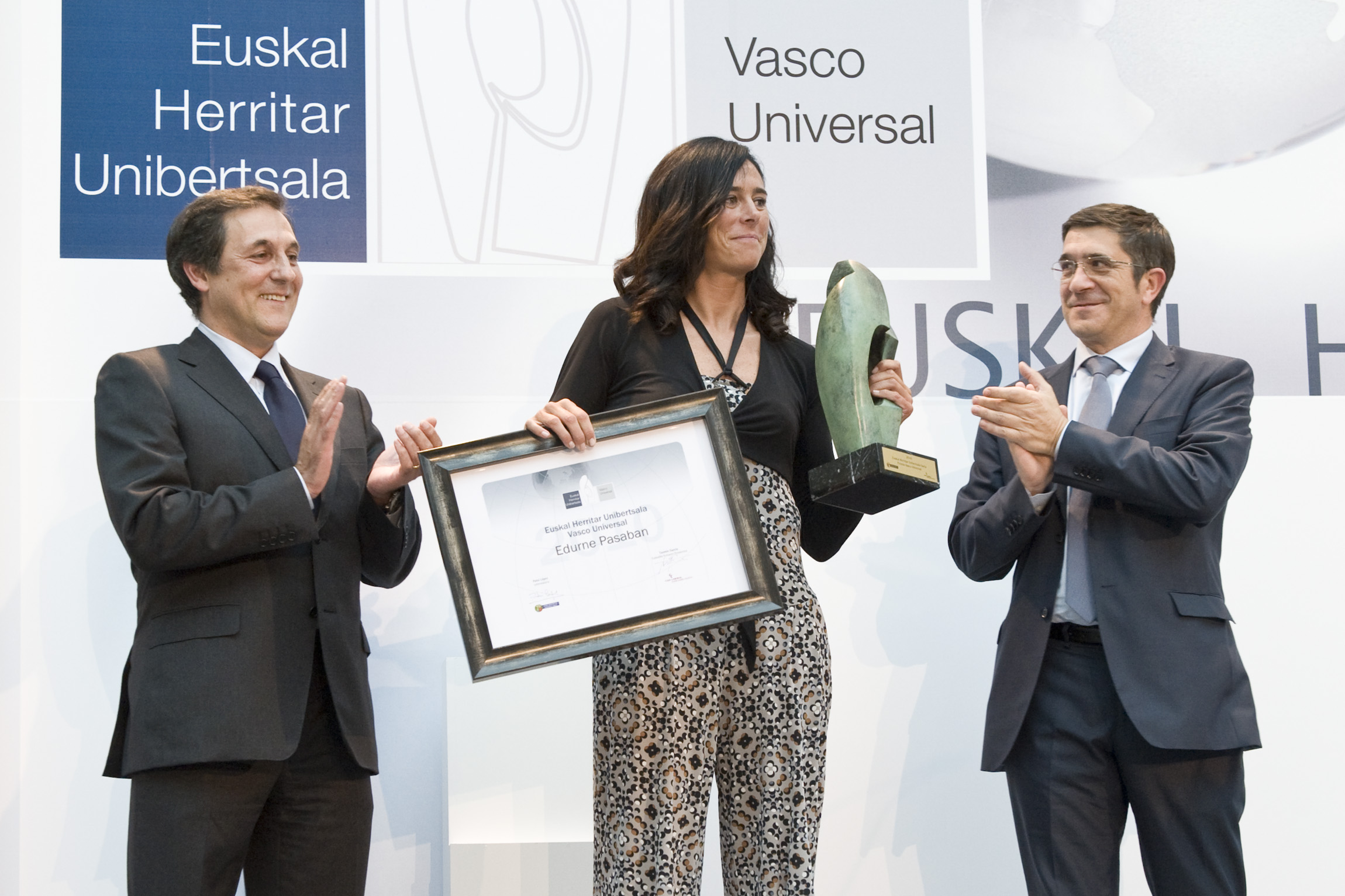
Edurne Pasaban recibiendo la distinción de Vasco Universal 2010 de manos del lehendakari, Patxi López y del presidente de Caja Laboral, Txomin García

El Premio Vasco Universal se otorga a personas, asociaciones o entidades cuya trayectoria ha supuesto una representación notable del País Vasco en el exterior. Lo conceden la secretaría general de Acción Exterior del Gobierno Vasco y la Caja Laboral. Fue creado en 1996 y el primer galardón se entregó en 1997.
Los galardonados han sido:
- 2011: No se convocó el premio
- 2010: Edurne Pasaban;
- 2009: Javier Aguirresarobe y Mikel Urmeneta;
- 2008: Juan Mari Arzak;
- 2007: Museo Guggenheim de Bilbao;
- 2006: Editorial Auñamendi;
- 2005: Joaquín Achucarro;
- 2004: Joane Somarriba;
- 2003: Ainhoa Arteta y Martin Ugalde;
- 2002: Xabier de Irala;
- 2001: Pablo Mandazen "Hermano Ginés";
- 2000: Juan Oiarzabal y Jon Sobrino;
- 1999: Pedro Miguel Echenique;
- 1998: Orfeón Donostiarra y Jorge Oteiza;
- 1997: Monseñor Laboa y Eduardo Chillida.